# Aion Hyper SSR
Der Aion Hyper SSR ist ein Elektro-Supersportwagen, der vom chinesischen Automobilhersteller GAC seit 2023 unter der Marke Aion produziert wird. Bei seiner Markteinführung war der Hyper SSR das erste zweitürige Coupé des Herstellers.

## Überblick
Eine Vorschau auf den Aion Hyper SSR gab das Konzeptfahrzeug GAC Enpulse, das auf der Auto China in Peking im September 2020 vorgestellt wurde.
Am 15. September 2022 wurde die Serienversion des Aion Hyper SSR mit einem neuen Aion-Logo der vorgestellt. Die Produktion und Auslieferung des Fahrzeugs begann im Oktober 2023. Im März 2023 wurde die Produktionslinie in Betrieb genommen und einige Vorserienmodelle des Hyper SSR wurden hergestellt. Im Dezember 2023 brachte GAC den Hyper SSR in Thailand nur als in China gebaute Linkslenker-Version auf den Markt. Auf der Mailänder Designwoche im April 2024 wurde das Fahrzeug erstmals in Europa gezeigt.

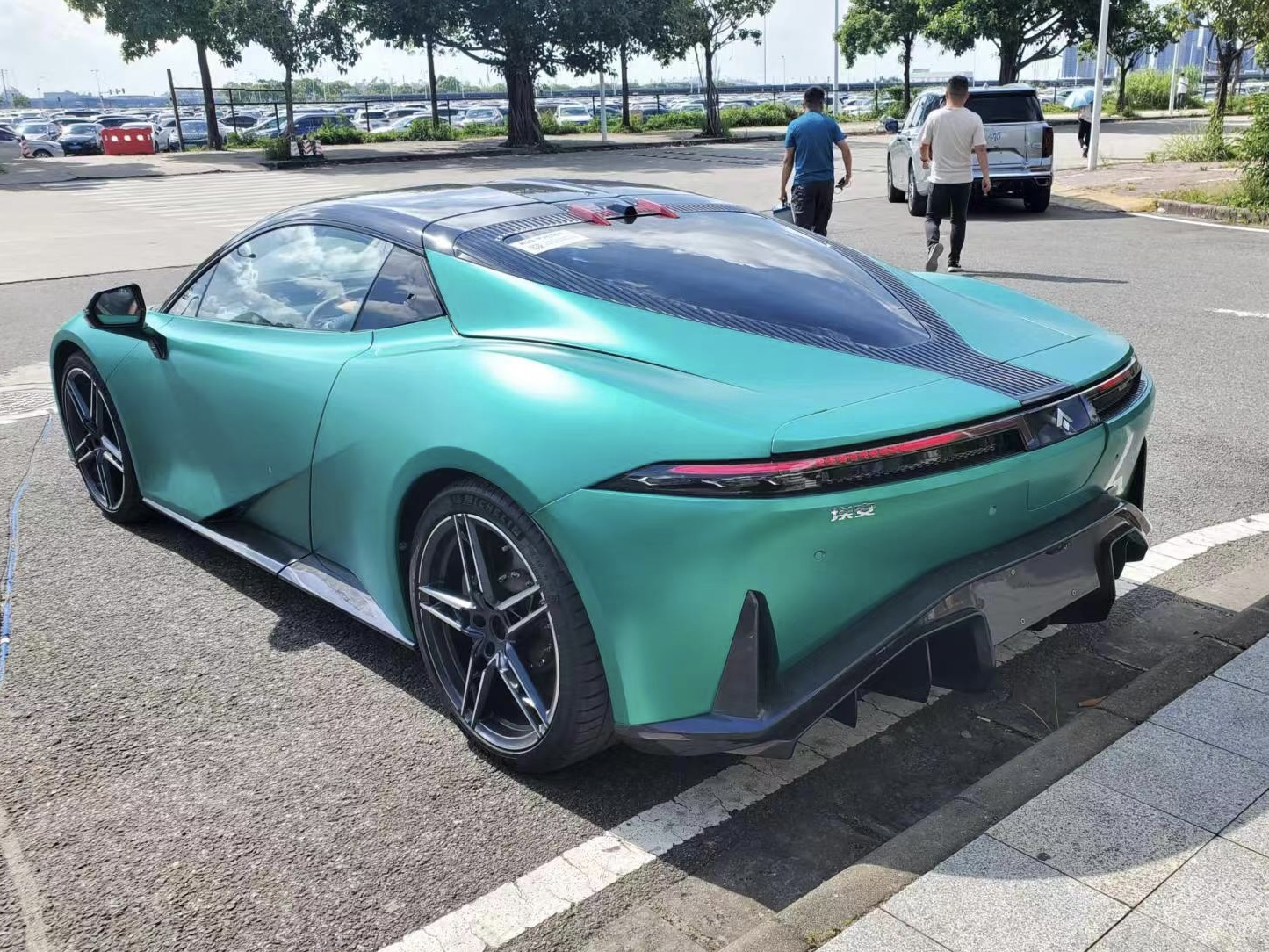
Heckansicht
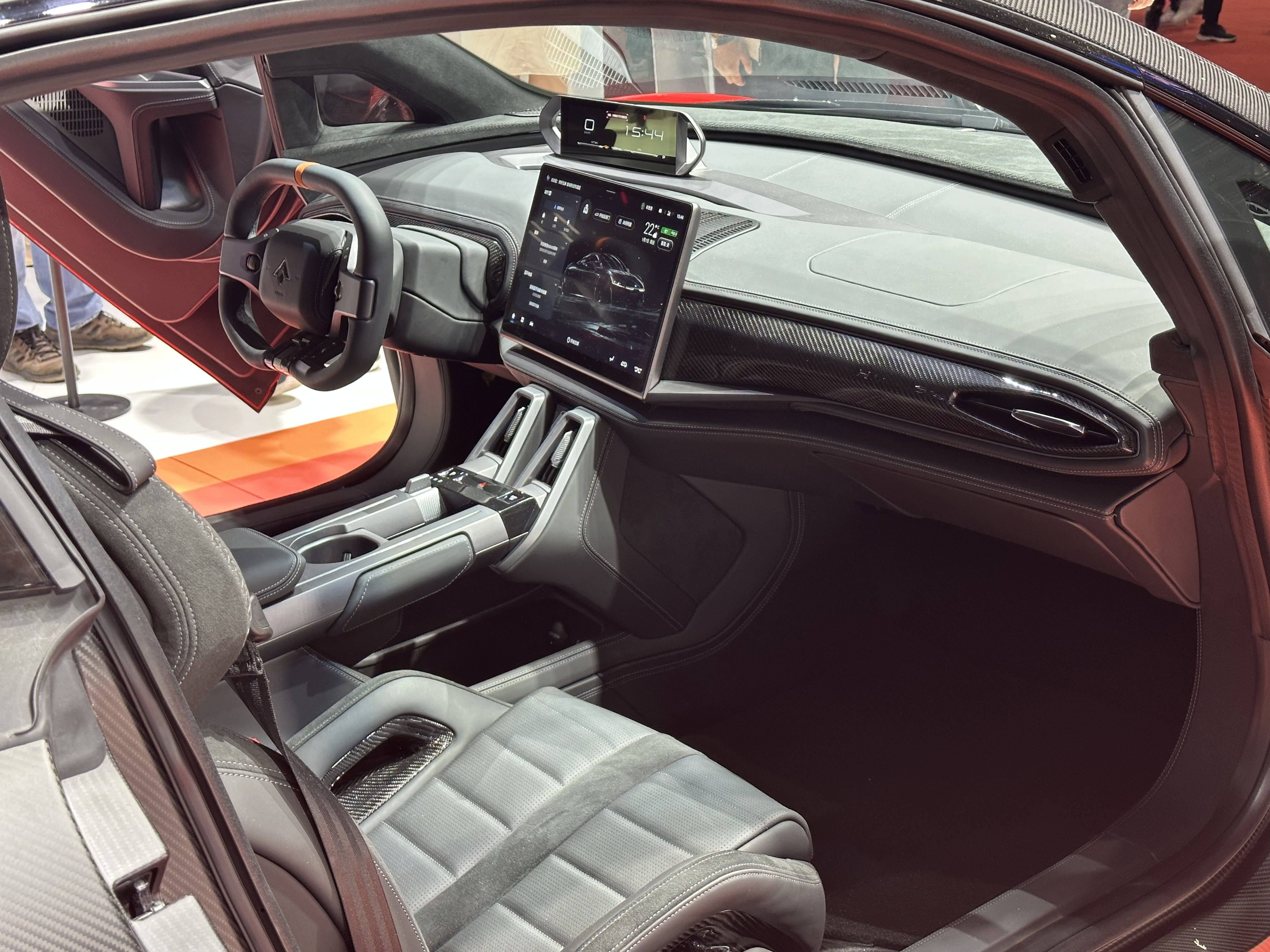
Innenraum

## Spezifikationen

### Technische Daten
Das Hyper-SSR-Ultimate-Modell soll in 1,9 Sekunden von 0 auf 100 km/h beschleunigen. Die Motorleistung wird mit 900 kW (1225 PS) angegeben. Der Standard-Hyper-SSR beschleunigt in 2,3 Sekunden von 0 auf 100 km/h. Die Höchstgeschwindigkeit wird mit 251 km/h angegeben. Beide Versionen haben einen Mittelmotor, der Standard-Hyper SSR in Verbindung mit Heckantrieb, im Gegensatz zum Allradantrieb des Hyper SSR Ultimate. Der Hyper SSR hat eine Nickel-Mangan-Kobalt-Batterie (NMC) mit einer Kapazität von 74,69 kWh, die eine Reichweite von 506 km nach CLTC ermöglichen soll.

### Design
Der Aion Hyper SSR übernimmt viele Designmerkmale des 2020er GAC-Enpulse-Konzeptfahrzeugs, wie z. B. seine Scherentüren und ein ähnliches Seitenprofil. Im Gegensatz zum Enpulse hat der Hyper SSR jedoch kein Cabriodach.